# Château abbatial de Naussac
Le château abbatial de Naussac est un château situé à Naussac, en France.

## Localisation
Le château est situé sur la commune de Naussac, dans le département français de la Lozère.

## Historique
Le village de Naussac est donné aux Cisterciens de l'abbaye des Chambons en 1180.
L'édifice est inscrit au titre des monuments historiques en 1979.